# Jay, Oklahoma
Jay är administrativ huvudort i Delaware County i Oklahoma. Orten har fått sitt namn efter markägaren Claude L. "Jay" Washbourne. Enligt 2010 års folkräkning hade Jay 2 448 invånare.